# Raj ziemski (Morris)
Raj ziemski (The Earthly Paradise) – poemat dziewiętnastowiecznego angielskiego poety Williama Morrisa, publikowany partiami w latach 1868-1870, jedno z najważniejszych dzieł literackich epoki wiktoriańskiej.

## Charakterystyka ogólna
Utwór nawiązujący swoim układem i formą wersyfikacyjną do Opowieści kanterberyjskie Geoffreya Chaucera ma charakter kompozycji ramowej. Składa się z dwunastu części opisanych nazwami miesięcy od marca do lutego, z których każda zawiera dwie opowieści. Prezentowane wątki pochodzą z mitologii greckiej i skandynawskiej.

## Forma
Podobnie jak dzieło Chaucera, poemat Morrisa jest zróżnicowany formalnie. Poeta wykorzystuje wiersz parzyście rymowany i 
strofę królewską, czyli siedmiowiersz ababbcc.
Of Heaven or Hell I have no power to sing,
I cannot ease the burden of your fears,
Or make quick-coming death a little thing,
Or bring again the pleasure of past years,
Nor for my words shall ye forget your tears,
Or hope again for aught that I can say,
The idle singer of an empty day.

## Treść
Poemat Morrisa jest śmiałą próbą syntezy mitologii greckiej i germańskiej. Zawiera on między innymi historię pięknej wojowniczki Atalanty, Erosa i Psyche, oraz Pigmaliona i jego rzeźby. Można domniemywać, że celem autora było równouprawnienie kulturalnego dziedzictwa ludów Południa i Północy. Trzeba przypomnieć, że w tym samym czasie Richard Wagner tworzył swoje monumentalne opery oparte na Pieśni o Nibelungach. Szerzej na temat Raju ziemskiego pisze John William Mackail. Po polsku dzieło Morrisa przedstawił Leon Winiarski.

## Przekład
Drobny fragment z wielkiego poematu Morrisa można odnaleźć w internetowej Antologii poezji angielskiej.